# Pałac Hasbacha w Białymstoku
Pałac Hasbacha – rezydencja białostockiego fabrykanta Ewalda Hasbacha, właściciela pobliskiej tkalni, przebranżowionej po I wojnie światowej na fabrykę dykty. Pałacyk znajduje się w dzielnicy Dojlidy, przy skrzyżowaniu ulic; ks. Stanisława Suchowolca, Dojlidy Fabryczne i Myśliwskiej.

## Historia
Rezydencja zbudowana została w latach 80. XIX w. przez Ewalda Hasbacha w stylu neorenesansu francuskiego, niderlandzkiego i toskańskiego. Pałac otaczał niewielki ogród i park krajobrazowy. Wzrastające dochody zmobilizowały Artura Hasbacha (syn Ewalda i Marii Körner) do przebudowy rezydencji (1905-1907r). Wnętrze utrzymano w styl eklektycznym. Dobudowane zostały dwa ryzality z wieżami oraz dodatkowe piętro przykryte mansardowym dachem z lukarnami. Wewnątrz zachowały się oryginalne piece i kominki. Nieopodal pałacyku znajdowały się zabudowania fabryki, w większości spalone przez Niemców w 1944 r. (willa pozostała nietknięta, w czym zasługę przypisuje się Erwinowi brat Artura był volksdeutschem).
Dzisiaj XIX-wieczne mury fabryki stojące naprzeciwko pałacu mieszczą Zakłady Przemysłu Sklejek. Sam pałac po odejściu Hasbachów w 1944 r. stał się siedzibą Ośrodka Szkolenia Kadr Politycznych. Później w pałacu mieszkali robotnicy z Fabryki Sklejek, parter zajmowała poczta i przedszkole. Obecnie w rezydencji znajduje się siedziba Wojewódzkiego Urzędu Ochrony Zabytków w Białymstoku. Pałac Hasbacha jest w zarządzie Podlaskiego Wojewódzkiego Konserwatora Zabytków.

## Galeria

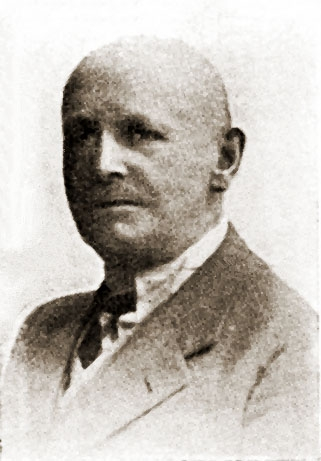
Erwin Hasbach (syn Ewalda)
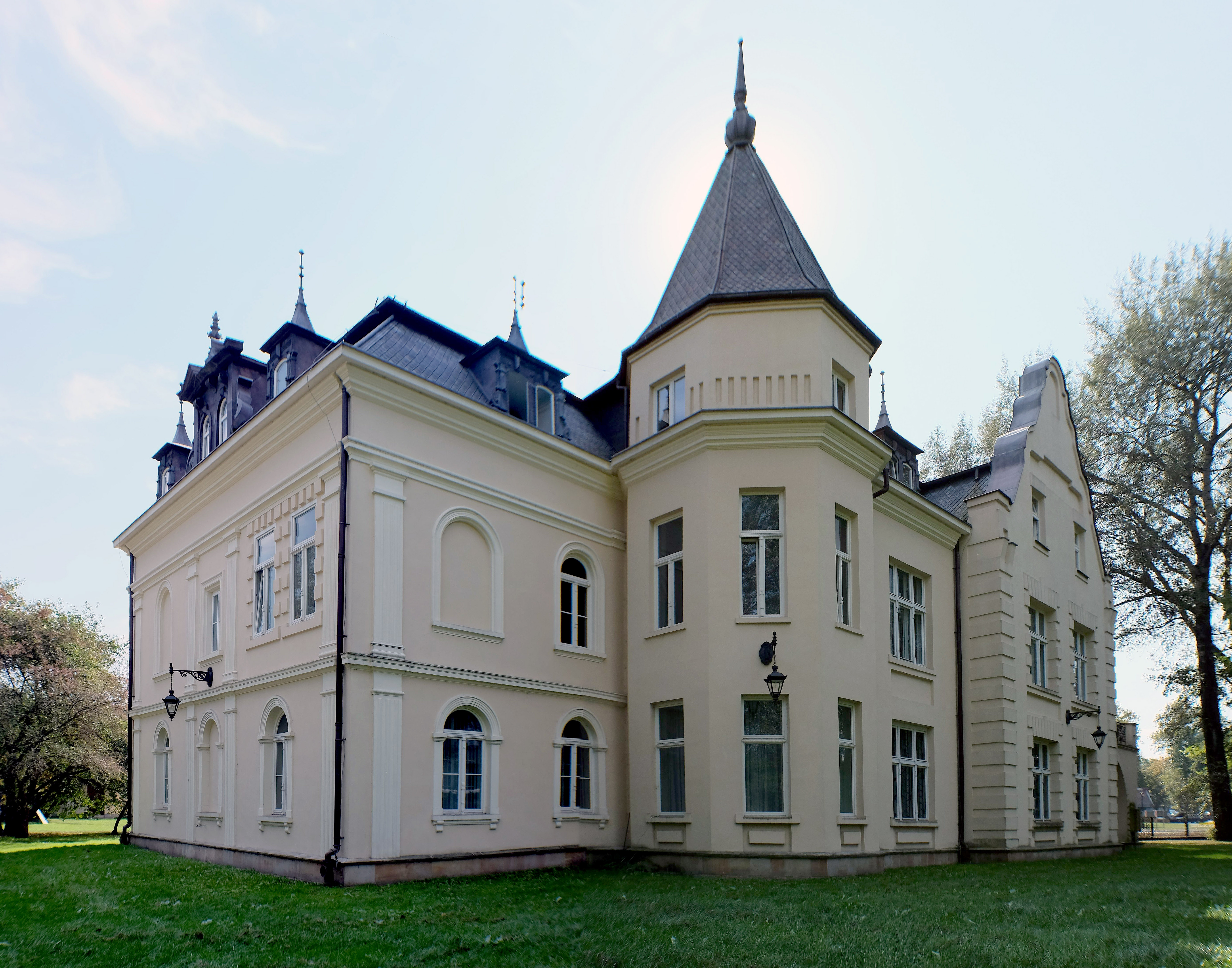
Pałac Hasbacha – widok od ul. Dojlidy Fabryczne
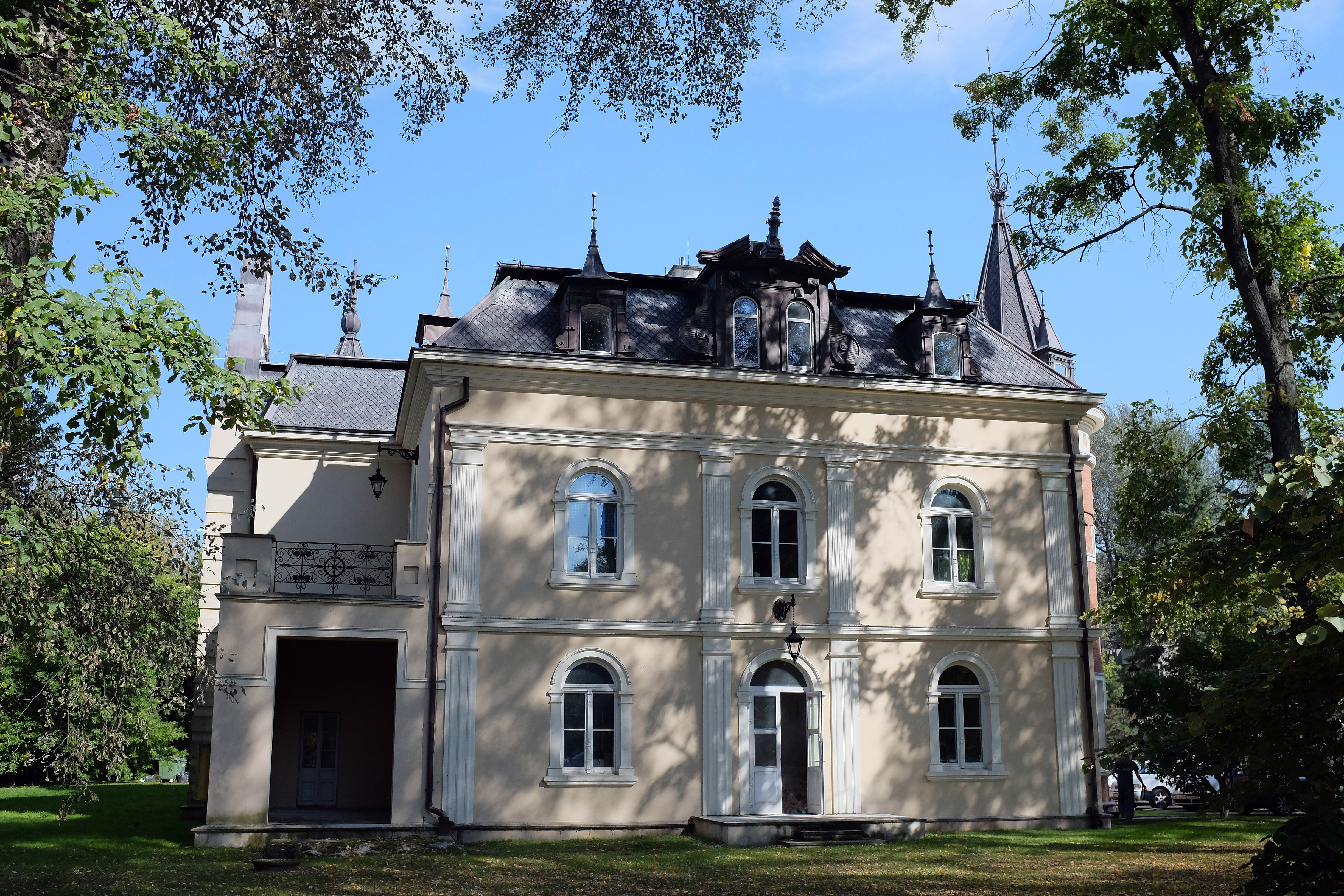
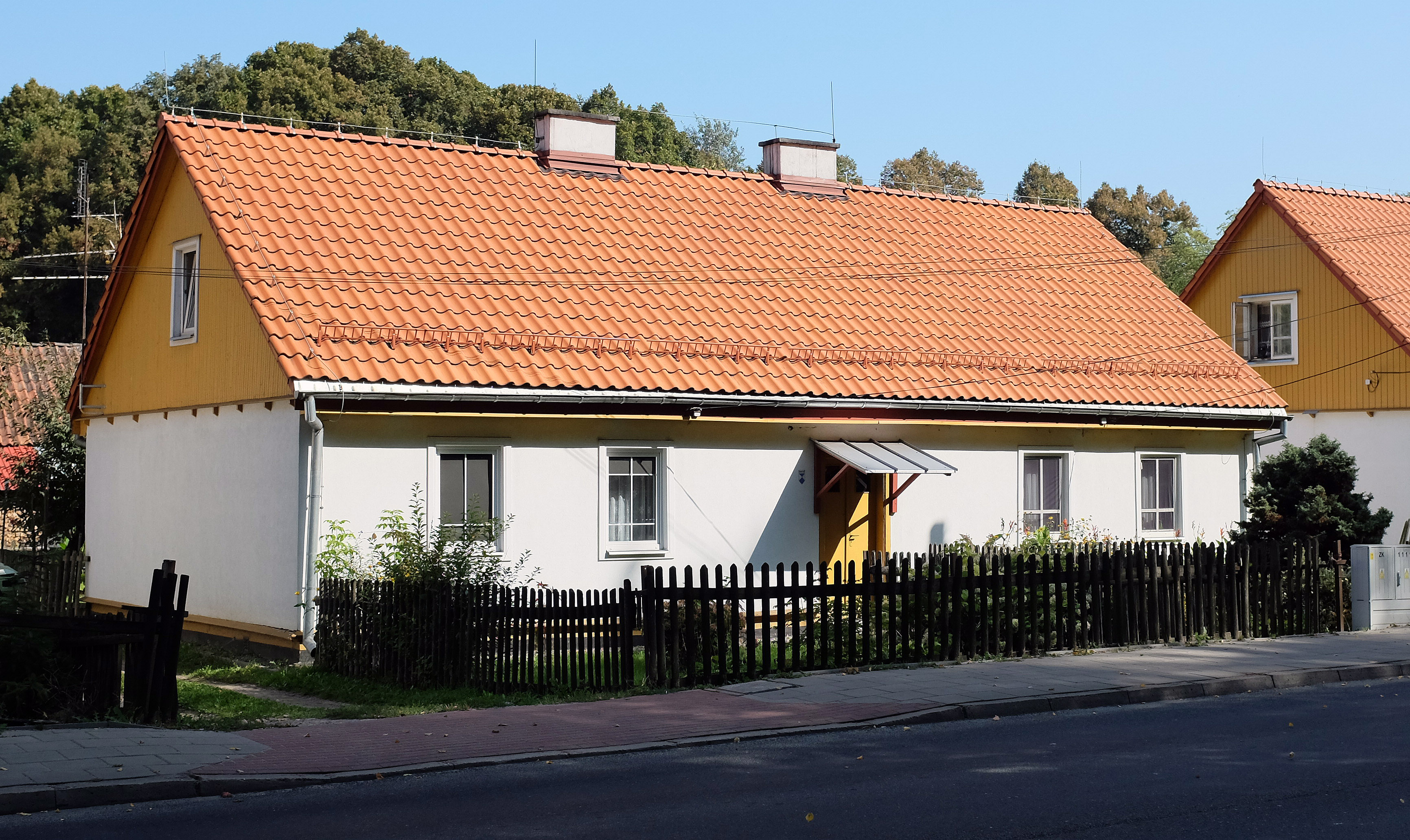
Osada mieszkalna przy fabryce Hasbacha